# Леуцена
Леуцена (лат. Leucaena) — род растений семейства Бобовые (Fabaceae), включающий в себя около 24 видов деревьев и кустарников, распространённых от Техаса до Перу.

## Использование
Зелёная масса видов Леуцены используется в качестве высокопитательного фуража для домашнего скота. Деревья способствуют обогащению почвы азотом. Выдержка семян обладает противоглистными свойствами.
Недозрелые плоды и семена некоторых видов (Леуцены светлоголовчатой (Leucaena leucocephala) и Leucaena esculenta) употребляются в пищу. У других видов они в большой концентрации содержат мимозин, который способствует выпадению волос.

## Виды
- Leucaena collinsii
- Leucaena confertiflora
- Leucaena cuspidata
- Leucaena diversifolia (Schltdl.) Benth. typus[1]
- Leucaena esculenta
- Leucaena greggii
- Leucaena guatemalensis
- Leucaena involucrata
- Leucaena lanceolata
- Leucaena lempirana
- Leucaena leucocephala (Lam.) de Wit — Леуцена светлоголовчатая
- Leucaena macrophylla
- Leucaena magnifica
- Leucaena matudae
- Leucaena mixtec
- Leucaena multicapitula
- Leucaena pallida
- Leucaena pueblana
- Leucaena pulverulenta
- Leucaena retusa
- Leucaena salvadorensis
- Leucaena shannonii
- Leucaena spontanea
- Leucaena trichandra
- Leucaena trichodes